# Hangar (centro de convenções)
Hangar Centro de Convenções e Feiras da Amazônia é um centro de convenções multi-ambiente brasileiro, localizado em um hangar da Aeronáutica Brasileira construído em 1950, remodelado em 2007 para abrigar vários tipos de eventos. É situado no município paraense de Belém (estado brasileiro do Pará), 

## História
O centro de convenções Hangar, tem esta denominação devido ser construído aproveitando a estrutura de um antigo hangar metálico de aeronaves construído em 1950, pertencente ao Parque da Aeronáutica. Manteve-se as principais características conceituais deste tipo de estrutura, como: grandes vãos livres, flexibilidade de uso e, pé direito monumental.

## Características
O Hangar conta com 24 mil metros quadrados de área construída, sendo o maior da Amazônia e um dos maiores do Brasil.
Este está equipado com recursos de tecnologia, preparado para vários tipos de eventos, como: feiras, congressos, seminários, exposições, etc.

### Divisões

#### Hangar 1
Área de Feiras e Exposições: Possui dimensão de 12 000 m² com pé direito monumental de 20 m e 50 m² de vão livre sem pilares. Compostos de dois pavimentos e nível técnico, com espaço para 192 estandes de 4 x 4 m;
Salão "B": Com 1 200 m² e comporta 800 pessoas.
Salas Multiuso: 12 salas com tamanho que variam de 66 m² a 100 m², com capacidade para até 101 lugares.
Hall de credenciamento, Bilheterias, Salas de apoio,, Posto policial, Brigada de incêndio, Ambulatório, Sala VIP, Sala de imprensa e Depósitos.

#### Hangar 2
Auditório modulável: Possui dimensão de 1 880 m² e capacidade para 2 160 lugares. Com salas de apoio e foyer com 750 m² ao redor do auditório; Sala VIP para os palestrantes e de suporte para tradução simultânea, som e iluminação.

Praça de Alimentação: Com capacidade para 850 Lugares e conta com restaurante com suporte para servir 2 000 refeições por hora.